# Titi Buengo
André Titi Buengo (ur. 11 lutego 1980 w Luandzie) – angolski piłkarz, napastnik.

## Kariera klubowa
Buengo urodził się w stolicy Angoli, Luandzie, jednak już w wieku 8 lat wyemigrował z rodzicami do Francji, toteż nie zna języka portugalskiego, a jedynie francuski. Karierę piłkarską rozpoczął w małym amatorskim zespole Olympique Saint-Quentin, grającym w 4. lidze. W 2001 roku Buengo trafił do drugoligowego ES Wasquehal i pomógł mu w utrzymaniu w lidze. W sezonie 2002/2003 Buengo występował w Créteil, które także dopiero w ostatnich kolejkach uniknęło degradacji do trzeciej ligi. Latem 2003 zawodnik znów zmienił klub i tym razem przeszedł do Grenoble Foot 38. Jednak odniósł kontuzję i wystąpił w zaledwie jednym ligowym spotkaniu, ale w sezonie 2004/2005 był już podstawowym zawodnikiem zespołu. Wiosnę spędził jednak w szwajcarskim Neuchâtel Xamax i zajął z nim 6. miejsce w szwajcarskiej ekstraklasie. Latem 2005 wrócił do Francji i grał w Clermont Foot, a po spadku tego zespołu do 3. ligi przeszedł do Amiens SC, gdzie występował do 2008. Sezon 2008/2009 spędził w Troyes AC, 2009/2010 w LB Châteauroux, a latem 2010 sprzedano go do Tours FC, którego barwy reprezentował przez dwa sezony.
W sezonie 2012/2013 Buengo grał w greckim drugoligowcu, Olympiakosie Wolos. Następnie występował w drugiej lidze malezyjskiej w zespole Penang FA. W 2015 roku wrócił do Francji, gdzie został zawodnikiem trzecioligowego Amiens. W sezonie 2015/2016 awansował z nim do drugiej ligi, po czym zakończył karierę.
| Sezon   | Klub                    | Kraj       | Rozgrywki            | Mecze | Bramki |
| ------- | ----------------------- | ---------- | -------------------- | ----- | ------ |
| 2000/01 | Olympique Saint-Quentin | Francja    | CFA                  | 31    | 7      |
| 2001/02 | ES Wasquehal            | Francja    | Ligue 2              | 18    | 3      |
| 2002/03 | US Créteil-Lusitanos    | Francja    | Ligue 2              | 36    | 8      |
| 2003/04 | Grenoble Foot 38        | Francja    | Ligue 2              | 1     | 0      |
| 2004/05 | Grenoble Foot 38        | Francja    | Ligue 2              | 16    | 2      |
| 2004/05 | Neuchâtel Xamax         | Szwajcaria | Swiss Super League   | 12    | 1      |
| 2005/06 | Clermont Foot           | Francja    | Ligue 2              | 26    | 8      |
| 2006/07 | Amiens SC               | Francja    | Ligue 2              | 21    | 2      |
| 2007/08 | Amiens SC               | Francja    | Ligue 2              | 32    | 14     |
| 2008/09 | Troyes AC               | Francja    | Ligue 2              | 27    | 11     |
| 2009/10 | Troyes AC               | Francja    | Championnat National | 10    | 4      |
| 2009/10 | LB Châteauroux          | Francja    | Ligue 2              | 27    | 13     |
| 2010/11 | Tours FC                | Francja    | Ligue 2              | 27    | 7      |
| 2011/12 | Tours FC                | Francja    | Ligue 2              | 19    | 5      |
| 2015/16 | Amiens SC               | Francja    | Championnat National | 1     | 0      |

## Kariera reprezentacyjna
W reprezentacji Angoli Buengo zadebiutował 1 marca 2006 w przegranym 0:1 meczu z Koreą Południową. W tym samym roku był w kadrze narodowej na takie turnieje jak Puchar Narodów Afryki 2006 i Mistrzostwa Świata w Niemczech, ale był tylko rezerwowym i nie wystąpił w żadnym z nich ani minuty.